# Винкс свет
Винкс свет (енгл. World of Winx) италијанска је анимирана телевизијска серија коју је створио Иђинио Страфи. Спиноф је серије Винкс (2004—2019). Састоји се из две сезоне које је приказао Netflix.
Серију је произвео Rainbow S.p.A. Netflix је био задужен за приказивање серије у већини држава, са изузетком Италије и Грчке, где је емитована на каналима Rai Gulp и Nickelodeon. Године 2016. Кристина Бацели из студија Rainbow је потврдила да Netflix „није ушао у креативни процес на сценаријима, ликовима или деловима заплета.”

## Радња
Винкс девојке враћају се у Гарденију, Блумин родни град на Земљи, где раде као група таленат скаута у програму ријалити телевизије како би пронашле децу и тинејџере различитих талената. Иза кулиса покушавају да их спасу од отмице крадљивца талената док скривају сопствени идентитет вила. У првој сезони Винкс девојке постижу нови ниво магичне трансформације, који се назива „дримикс”.
У другој сезони, Винкс девојке добијају нове мисије од духа из света снова. Сазнају за краљичину тешку прошлост и надају се да поново постати добра вила каква је некада била тако што ће је поново спојити са изгубљеном љубављу, Петром Паном. Њихове дримикс трансформације и моћи надограђени су на „онирикс”. У почетку су се Џим и Сми удружили са Винкс девојкама у суочавању са краљицом и њеним створењима из сенке. Винкс се такође морају носити са посебним створењима из сенке званим Немезис која су извучена из суштине сваког од најдубљих страхова Винкс девојака.

## Епизоде
| Сезона | Сезона | Епизоде | Епизоде | Оригинална објава | Оригинална објава |
| ------ | ------ | ------- | ------- | ----------------- | ----------------- |
|        | 1.     | 12      | 12      | 4. новембар 2016. | 4. новембар 2016. |
|        | 2.     | 12      | 12      | 16. јун 2017.     | 16. јун 2017.     |

## Критике
Ела Андерс, редовна рецензенткиња чаробних серија са темом за девојке на BSC Kids, имала је мала очекивања од серије с обзиром на то да су новије сезоне серије Винкс биле шкољке свог оригинала, али рекла је: „Било је тако чудно кад сам схватила колико је заправо серија Винкс свет добра”. Свидело јој се што је серија направила причу са смислом. „Сваки тренутак се рачуна, прича је добра и чврсто је исплетена. Хумор и срце блистају. Девојке мудро и креативно користе своју магију.” Посебно јој се свидело што су се Винкс девојке „вратиле у своје старо себе”.